# علی‌اکبر یوسفی
 علی‌اکبر یوسفی  (زاده ۲۱ شهریور ۱۳۴۸) بازیکن سابق فوتبال اهل ایران است. وی سابقه بازی در تیم‌های پاس تهران و سایپا را دارد.
وی سابقه ۸ بازی و ۱ گل ملی نیز در کارنامه دارد.